# بيلا زولتان
بيلا زولتان (بالمجرية: Zoltán Béla)‏ هو سياسي مجري، ولد في 31 يناير 1865 في بشت في المجر، وتوفي في 30 أكتوبر 1929 في بودابست في المجر.